# Karl Dussik
Karl Theo Dussik (* 9. Januar 1908 in Wien; † 19. März 1968 in Lexington, Massachusetts) war ein österreichischer Psychiater und Neurologe.

## Biographie
Nach dem Abitur 1926 studierte er bis 1931 Medizin an der Wiener Universität. Danach arbeitete er von 1932 bis 1938 als Psychiater und Neurologe. Zusammen mit seinem Bruder, dem Physiker Friedrich Dussik, forschte er ab 1937 an der Ultraschalldiagnostik.
Karl Dussik war der erste Arzt, der Ultraschall als Werkzeug zur Diagnostik eingesetzt hat. Mit der neuen Technologie konnte er als erster die Ventrikel des Hirns darstellen. Seit 1938 arbeitete er in Bad Ischl (Salzkammergut) in der neurologischen Abteilung einer Klinik und untersuchte weiterhin die Ultraschallverfahren.
Die Brüder bezeichneten ihre Methode als Hyperphonographie. Dabei wurde Ultraschall in einem Wasserbad durch den Kopf des Patienten gesendet und auf der anderen Seite empfangen. Dussik schrieb dazu 1949: „Die Hyperphonographie erscheint als neuer, aussichtsreicher Weg, der allerdings allein für sich weder bestehen kann noch soll. Er wird vielmehr als neuer Baustein in das Gebäude der Hirndiagnostik eingegliedert werden ...“

## Werke
- Karl Theo Dussik: Myxödem bei Syringomyelie, Wien : J. Springer, 1937, in:  Wiener klinische Wochenschrift, 1937, Nr. 11
- Karl Theo Dussik, K. Eckel: Zentralnervensystem und Sauerstoffmangel-Belastung. 1949.
- Karl Theo Dussik: Weitere Ergebnisse der Ultraschalluntersuchung bei Gehirnerkrankungen. In: Acta Neurochirurgica, Band 2 / September 1952, pp. 379–401, ISSN 0001-6268 (Print) ISSN 0942-0940 (Online)